# Walk of Fame Europe

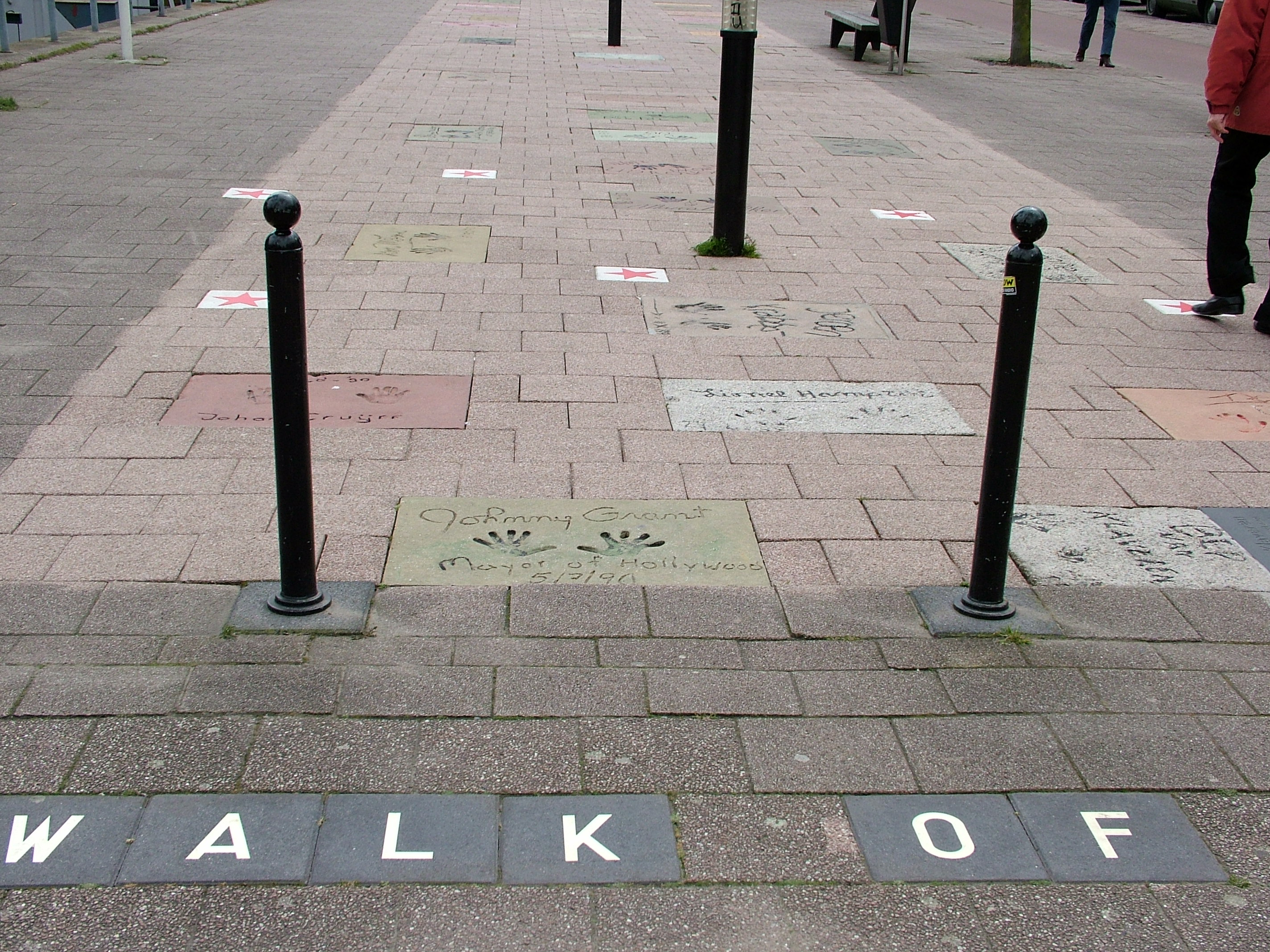
Le Walk of Fame Europe

Le Walk of Fame Europe est un trottoir de Rotterdam (Pays-Bas) où des célébrités laissent leurs empreintes de mains ou de pieds dans des dalles de ciment, sur le modèle du Walk of Fame d'Hollywood.
Situé sur Schiedamsedijk, il a été inauguré le 5 mai 1990 par Johnny Grant, alors maire d'Hollywood. C'est le plus grand Walk of Fame d'Europe. 
Le premier à avoir laissé la trace de ses mains dans le ciment fut l'ancien champion olympique de boxe néerlandais Bep van Klaveren. 
À la différence du Walk of Fame d'Hollywood ou de l'allée des célébrités canadiennes, le Walk of Fame Europe honore indistinctement des stars de toutes nationalités.

## Personnalités concernées (liste non exhaustive)
A
- Bryan Adams

B
- Al Bano
- Ali B
- Shirley Bassey
- Bassie et Adriaan
- Gilbert Bécaud
- Fanny Blankers-Koen
- Bon Jovi
- Toni Braxton
- Hans van Breukelen
- Inge de Bruijn
- Dave Brubeck
- Dick Bruna
- James Brown
- Chris de Burgh

C
- Johnny Cash
- Ray Charles
- Hugo Claus
- Joe Cocker
- Joan Collins
- Commodores
- Eddie Constantine
- Paolo Conte
- Nelli Cooman
- David Copperfield
- Carmine Coppola
- Elvis Costello
- Robert Cray

D
- John Denver
- Candy Dulfer
- Sjoukje Dijkstra
- Fats Domino
- Robert Downey Jr
- Donovan
- The Dubliners
- André van Duin

E
- Duane Eddy
- Wim van Est
- Gloria Estefan
- The Everly Brothers

F
- Fleetwood Mac
- Bryan Ferry

G
- Gloria Gaynor
- Anton Geesink
- Valeri Guerguiev
- Dizzy Gillespie
- Golden Earring
- Johnny Grant
- Boudewijn de Groot
- Anky van Grunsven
- Rupert Grint

H
- Bert Haanstra
- Scott Hamilton
- Lionel Hampton
- Emmylou Harris
- Pieter van den Hoogenband
- Engelbert Humperdinck

I
- Janis Ian
- Julio Iglesias

J
- LaToya Jackson
- Al Jarreau
- Grace Jones
- Tom Jones
- Udo Jürgens

K
- Pierre Kartner
- Nigel Kennedy
- Chaka Khan
- B. B. King
- Bep van Klaveren
- Mark Knopfler
- Jeroen Krabbé
- Richard Krajicek

L
- Marielle et Katia Labèque
- James Last
- Vicky Leandros
- Level 42
- Johnny Logan
- Helmut Lotti

M
- Barry Manilow
- Hendrika Mastenbroek
- MC Hammer
- Don McLean
- Meat Loaf
- Katie Melua
- Rinus Michels
- Mickey Mouse
- Leontien van Moorsel
- Coen Moulijn
- Nana Mouskouri

N
- Willie Nelson
- Rob de Nijs

O
- Wubbo Ockels

P
- Laura Pausini
- Romina Power

R
- Lou Rawls
- Ivan Rebroff
- Cliff Richard
- Lionel Richie
- André Rieu
- David Lee Roth
- Roxette
- Daniel Radcliffe

S
- Carlos Santana
- Scorpions
- Nancy Sinatra
- Mercedes Sosa
- Spandau Ballet

T
- 3T
- Toots Thielemans
- Marianne Timmer
- Marten Toonder
- Toto
- Tina Turner
- Shania Twain

U
- UB40
- Urbanus

V
- Gino Vannelli
- Suzanne Vega
- Arie van Vliet

W
- Dionne Warwick
- Marianne Weber
- Barry White
- Roger Whittaker
- Faas Wilkes
- Vanessa Williams
- Emma Watson

Y
- Paul Young

Z
- Zangeres zonder Naam
- Zucchero